# Разврат
Развра́т, развра́тность, развращённость, распу́щенность, прелюбодея́ние, блуд — термин, описывающий половую распущенность, нарушение норм общественной морали в области сексуальных отношений, в более широком значении слова понимается как отсутствие скромности и стыдливости, испорченность нравов, низкий моральный уровень поведения, отношений.
Термин «разврат» в прошлом употреблялся в строгом юридическом смысле, но, хотя корень и остаётся в составе употребляемых в юриспруденции словосочетаний «развратные действия» (по отношению к несовершеннолетним, статья 135 УК России), «развращение несовершеннолетних» в настоящее время термин носит оценочный характер.

## Этимология и словарные определения
Разврат является отглагольным существительным, происходящим от глагола «вращать», и означает принудительный разворот в направлении, противоположном от «правильного». В церковно-славянском развраща́ть означало увод прочь от пути истины.
Согласно словарю Ожегова, разврат — испорченность нравов, низкий моральный уровень поведения, отношений. По Далю:
РАЗВРАЩАТЬ, развратить кого-либо, совращать с пути истины; искажать умственно, лжеученьем, или нравственно, склоняя на распутство, на дурную и преступную жизнь. Дурной пример всех развращает. Подкупность судей развращает народ. Пьянство вконец развращает. -ся, страдат. и возвр. по смыслу. Развращенье ср. разврат м. действие по глаг. на ть, и сост. по глаг. на ся. Промышлять развратом. | Ссора, вражда чрез третье лицо, по наговору. Развращенность ж. состоянье развращенного. Развратный человек, — жизнь и нравы, порочные, преступные, особенно распутные. -ность ж. развращенье, развращенность. Развратник, -ница, развратный, распутный человек. Развращатель, -титель, -ница, развратчик, -чица, развращающий других. Развратительный, развращающий. Развратничать, распутничать, жить развратно, безнравственно.

## Особенности употребления
В современном русском языке область понятия развращение сузилась — теперь его применяют, в основном, в отношении склонения к порицаемым сексуальным действиям. Чаще всего о развращении говорят применительно к намеренно сексуальным действиям по отношению к малолетним; в этом же смысле также употребляется слово растле́ние. Развра́т является разговорной формой.
Также понятие развра́т имеет негативную коннотацию с отношением общества к таким явлениям, как секс вне брака, проституция, сексуальные девиации и т. п., то есть ко всему тому, что противоречит исторически сложившимся или консервативным нормам морали в области сексуальных отношений.
Близкими понятиями, имеющими, в отличие от слова развра́т, более определённое значение, являются понятия парафилия и блуд.
- Словосочетание «развратные действия» используется также и в юриспруденции — в качестве синонима слова растле́ние

## История
Во времена, описанные в древнеиндийском эпосе Махабхарата (около XXV—XV вв. до н. э.), есть прямое указание на ведийское трактование отличия распутной, развратной и падшей женщины. Цитата:

приведу в ходе составления труда по книге, где-то в районе толкования мудрецами сваядвармы Драупади, текст: трое мужчин у женщины могло быть волею судеб, получившая четвёртого считается распутной, пятого — развратной, далее считается падшей.

Во времена античности сексуальное поведение, которое характеризуют как «развратное», было широко распространено во многих странах Средиземноморья (Греция, Рим, Ближний Восток). Сексуальные отношения за деньги уже тогда отличали от «беспорядочных и аморальных» (с точки зрения христианства, ислама, консервативных норм общественной морали) сексуальных отношений. Разврат, широкая распущенность нравов были известны и в добиблейские времена, особенно распространённые в городах: Гелиополисе в Египте, Содоме и Гоморре, Вавилоне и др., где были распространены свободные половые отношения и проституция.
В некоторых случаях подобное сексуальное поведение поощрялось языческой религиозной традицией. Так, например, в Вавилоне молодые девушки отправлялись в храм Милитты и жертвовали свою девственность богине в лице её жрецов; финикийские девушки посвящали свою невинность богине Астарте.
В конце Римской республики под влиянием общего морального упадка семейная жизнь римлян переживала особенно острый кризис, «разврат» и разводы принимали более масштабные формы, как правило, преследуя при этом корыстные цели. Для борьбы со всем этим император Август издал ряд законов, направленных против прелюбодеяния (adulterium — супружеская измена, прелюбодеяние, разврат, непристойность) и разврата (stuprum — блуда, бесчестье, срам, разврат).
Во времена Римской империи упадок нравственности дошёл до того, что дочери и жёны сенаторов являлись к эдилам за licentia stupri (разрешение на занятие проституцией). Мессалина (жена императора Клавдия) также посещала ежедневно лупанары, где вступала в половые связи с мужчинами. Тиберий был вынужден издать закон, запрещавший жёнам и дочерям всадников заниматься проституцией. Зарегистрированные проститутки лишались гражданских прав, носили жёлтое платье, красную обувь, не имели права надевать украшения и, отправляясь на ночные оргии, носили их в особых ящиках, чтобы надеть по приходе на свидание. Но при всех ограничениях проституция и практика свободных отношений были всё равно распространены почти во всех банях, питейных домах, парикмахерских и в булочных.
В средние века разврату предавались знать и духовенство: испанцы называли сифилис — Curiale, то есть придворной болезнью. Во Франции народ прозвал дома терпимости «аббатствами», а их хозяек — «аббатисами». Что же касается католического духовенства, то в Германии крестьяне требовали от своих священников обзаводиться любовницами, чтобы быть спокойными за своих жён и дочерей. Когда в 1526 году был закрыт католический монастырь в Нюрнберге, то часть монахинь поступила в публичные дома. В Англии Генрих III (1216-1272) официально указывал на католических священников как на главных разносчиков венерических болезней.
В Австрии в царствование Марии Терезии преследовалось распутство не только в виде проституции, но и конкубинат, который наказывался телесно, а также всякая любовная внебрачная связь с наказанием денежным штрафом и арестом.

## В юриспруденции

### В византийском праве
В Византийской империи было установлено телесное наказание мужчинам за «разврат». Согласно Эклоге, неженатый мужчина за разврат наказывался шестью ударами, женатый — двенадцатью. Точный смысл проступка учёным неизвестен, хотя известно, что в Византии не являлось развратом сожительство свободного мужчины и свободной женщины (которое, согласно Дигестам, рассматривалось как брак) и сожительство свободного мужчины с рабыней (которое, хотя и осуждалось законом, но рассматривалось в другом месте Эклоги).

### В законодательстве Российской империи
Статья 2080 Уложения о наказаниях уголовных и исправительных назначала тюремные сроки за развращение нравственности детей и потворство их разврату. Сводничество родителями своих детей, то есть пособничество к их блуду, независимо от возраста детей, наказывалось лишением всех особенных прав и преимуществ и ссылкой на житьё в Сибирь или отдачей в исправительные арестантские отделения от 2½ до 3 лет, а за умышленное развращение нравственности своих несовершеннолетних детей и намеренное потворство их разврату или склонности к «непотребству» и другим порокам родители подвергались тюремному заключению от 2 до 4 месяцев.
В XIX веке и начале XX века в законодательстве и официальных документах Российской империи термин обычно применялся и для обозначения проституции (в энциклопедической литературе понятия «разврат» и «проституция» в то время чётко разграничивалось).
Так, статья 529 Уголовного уложения употребляет словосочетание «притон разврата» для обозначения публичного дома, а закон 1909 года назывался «О мерах к пресечению торга женщинами в целях разврата».

### В советском законодательстве
В первые годы после революции 1917 года понятие разврата, как и многое другое, радикально изменилось. Так, в рассказе П. С. Романова «Суд над пионером» пионера, ухаживавшего за пионеркой, упрекают: «Если она тебе была нужна для физического сношения, ты мог честно, по-товарищески заявить ей об этом, а не развращать подниманием платочков, и мешки вместо неё не носить».
Вместе с тем, хотя грань между проституцией и развратом в обывательском сознании оставалась условной, советское правительство начало́ решительную борьбу с развратом-проституцией: так, с 1 июня 1922 г. Уголовный кодекс РСФСР ввёл ответственность за содержание притонов разврата и вербовку женщин для разврата.
Понятие «притонов разврата» сохранилось в уголовных кодексах РФ 1926 и 1960 годов, в современном УК его заменили на «притоны для занятия проституцией».
Исследователи рассматривают термин «разврат» в советском законодательстве как оценочное понятие. Так, Г. Т. Ткешелиадзе считал, что «когда речь идёт об оценочных признаках состава преступления, применение судебного усмотрения исключается… Является ли определённый поступок развратом или не является — это должно быть доказано».

### В законодательстве России
Статья 135 УК РФ («развратные действия») определяет в качестве преступных действия, направленные на возбуждение сексуального интереса, сексуальных чувств у лица, заведомо не достигшего 16-летнего возраста, лицом, достигшим 18-летнего возраста, без совершения с ним полового акта в любой форме и без применения насилия. В качестве развратных могут быть квалифицированы действия, связанные с обнажением и манипуляциями с половыми органами как потерпевшего, так и обвиняемого, совершение полового акта с третьим лицом в присутствии потерпевшего, позы и прикосновения сексуального характера, демонстрация фото-, аудио- или видеоматериалов сексуального содержания, беседы на сексуальные темы, предоставление литературы сексуального содержания.
Преступными являются определяемые указанными статьями действия в отношении лиц, заведомо для субъекта не достигших определённого в соответствующей статье возраста (то есть субъект подлежит наказанию либо тогда, когда малый возраст несовершеннолетнего очевиден, либо если будет доказано, что возраст был известен субъекту). Указанные преступления могут считаться таковыми только с прямым умыслом.

### В законодательстве Украины
Статья 302 УК Украины определяет наказание за создание или содержание мест разврата.

## Философы о термине
В. В. Розанов считал, что развратом являются не действия, а разговоры, зрелища, литература, их описывающая: «„Развратом“ называется, когда совершающееся у двоих переходит в зрение или слышание не участвующего третьего; и есть (кажется) „разврат“ для этого третьего, и есть разврат его (любопытство развращённого…)».
Н. А. Бердяев противопоставлял разврат «непосильной сознанию» любви; по его мнению, разврат ближе и понятнее, приемлемее и безопаснее человечеству, чем любовь, так как с ним можно «устроиться» в мире, ограничить его и упорядочить. В понимании Бердяева, разврат может иметь место и в браке.

## Тема разврата в литературе
В 1785 году вышел в свет порнографический роман Маркиза де Сада «120 дней Содома, или Школа разврата» (фр. Les 120 journées de Sodome, ou l'École du libertinage). В своих произведениях он стал проповедником идей либертинизма и изображал поведение человека, с которого сняты все ограничения, начиная от социальных и заканчивая религиозными (отрицание Бога, всех моральных норм и правил, как религиозных, так и общечеловеческих принципов поведения в семье и обществе). Его произведения содержат многочисленные детальные описания сцен извращённых форм секса, инцеста, жестокости (отсюда термин «садизм») и убийств жертвы сексуального насилия.
Своё введение в одну из своих книг он назвал «Развратникам» и в своём обращении к этой категории читателей призывал игнорировать все моральные принципы и законы, потворствуя своим желаниям:

А вы, любезные распутники, вы, что с самой юности не слушались иных шпор, кроме своих желаний и иных законов, кроме своих капризов, пусть служит вам образцом циничный Далмансе; идите дальше, как и он, если, как и он, хотите пройти все устланные цветами пути, уготованные вам развратом; под его наставничеством уверьтесь, что лишь расширяя сферу своих вкусов и фантазий, лишь жертвуя всем во имя сладострастья, несчастное существо, известное под именем человек, против его воли брошенное в эту унылую вселенную, может суметь взрастить несколько роз на шипах жизни.